# Anthony Philip Heinrich
Anthony Philip Heinrich (11 de marzo de 1781-3 de mayo de 1861) fue el primer compositor estadounidense «a tiempo completo» y el más destacado antes de la guerra civil estadounidense. No empezó a componer hasta los 36 años, tras perder su fortuna empresarial en las Guerras napoleónicas. Durante la mayor parte de su carrera fue conocido como el «Padre Heinrich», una figura emérita de la pequeña comunidad de música clásica de Estados Unidos. Presidió la reunión de fundación de la Sociedad Filarmónica de Nueva York en 1842.

## Biografía
Nacido en circunstancias modestas en Schönbüchel (ahora Krásný Buk, parte de Krásná Lípa), Bohemia, Heinrich fue entregado al cuidado de un tío rico, cuyo próspero imperio comercial heredó en 1800. En 1810 quedó varado en Boston por la pérdida de toda su fortuna en las guerras napoleónicas y la crisis económica que siguió. Sin un centavo, resolvió retomar su vocación de mucho tiempo y convertirse en violinista y director de orquesta profesional.
Una experiencia formativa para él fue un viaje de 700 millas, a pie y en bote, hacia los páramos de Pensilvania y luego a lo largo del río Ohio hasta Kentucky. Las vistas y los sonidos de la nueva frontera estadounidense inspiraron algunos de los programas musicales más originales, si no extraños, del siglo XIX. Al instalarse en una cabaña de troncos cerca de Bardstown en 1818, comenzó a producir un cuerpo de trabajo diferente a todo lo que se había escrito en Europa en ese momento. Algunas de sus obras incluyen: The Dawning of Music in Kentucky, or the Pleasures of Harmony in the Solitudes of Nature (Filadelfia, 1820); The Columbiad, o la migración de las palomas mensajeras salvajes americanas (1858); El Combate Ornitológico de Reyes, o el Cóndor de los Andes y el Águila de las Cordilleras (1836); La juglaría de la naturaleza en las tierras salvajes de América del Norte; El canto de los espíritus del bosque salvaje (hacia 1842); El Tratado de William Penn con los indios (1834; un raro concerto grosso del siglo XIX).
Poco después de su llegada a Kentucky en 1817, dirigió una interpretación de la Sinfonía n.º 1 de Beethoven, la segunda vez que se interpretaba una sinfonía de Beethoven en los Estados Unidos. Fue identificado como el «Beethoven de América» por un crítico (1822).
Estilísticamente, la música de Heinrich tiene más en común con otras músicas americanas antiguas que con los modelos de sus contemporáneos europeos. Rehuyó el desarrollo, prefiriendo las formas episódicas, especialmente el tema con variaciones, que utilizó con un efecto expresivo impresionante. Ocasionalmente escribió pasajes de cromatismo sorprendente, incluso discordante, generalmente en un intento de expresar una idea extramusical. A menudo, su música tiene una cualidad de improvisación (mucha de su música puede ser notada como improvisación, considerando su copiosa cantidad). Podría decirse que sus generosas asignaciones para la interpretación de los intérpretes son el comienzo de la indeterminación en la música estadounidense.
Heinrich tuvo éxito en sus giras europeas, realizadas debido a la falta de orquestas competentes en los Estados Unidos en el período anterior a la guerra civil estadounidense. Sin embargo, murió abandonado en 1861 en la ciudad de Nueva York, en la pobreza de la que había huido.